# Kriminalinspektør
Kriminalinspektør er stillingsbetegnelsen for en daglige leder af politipersonale i Kriminalpolitiet.